# Força ponderomotriu

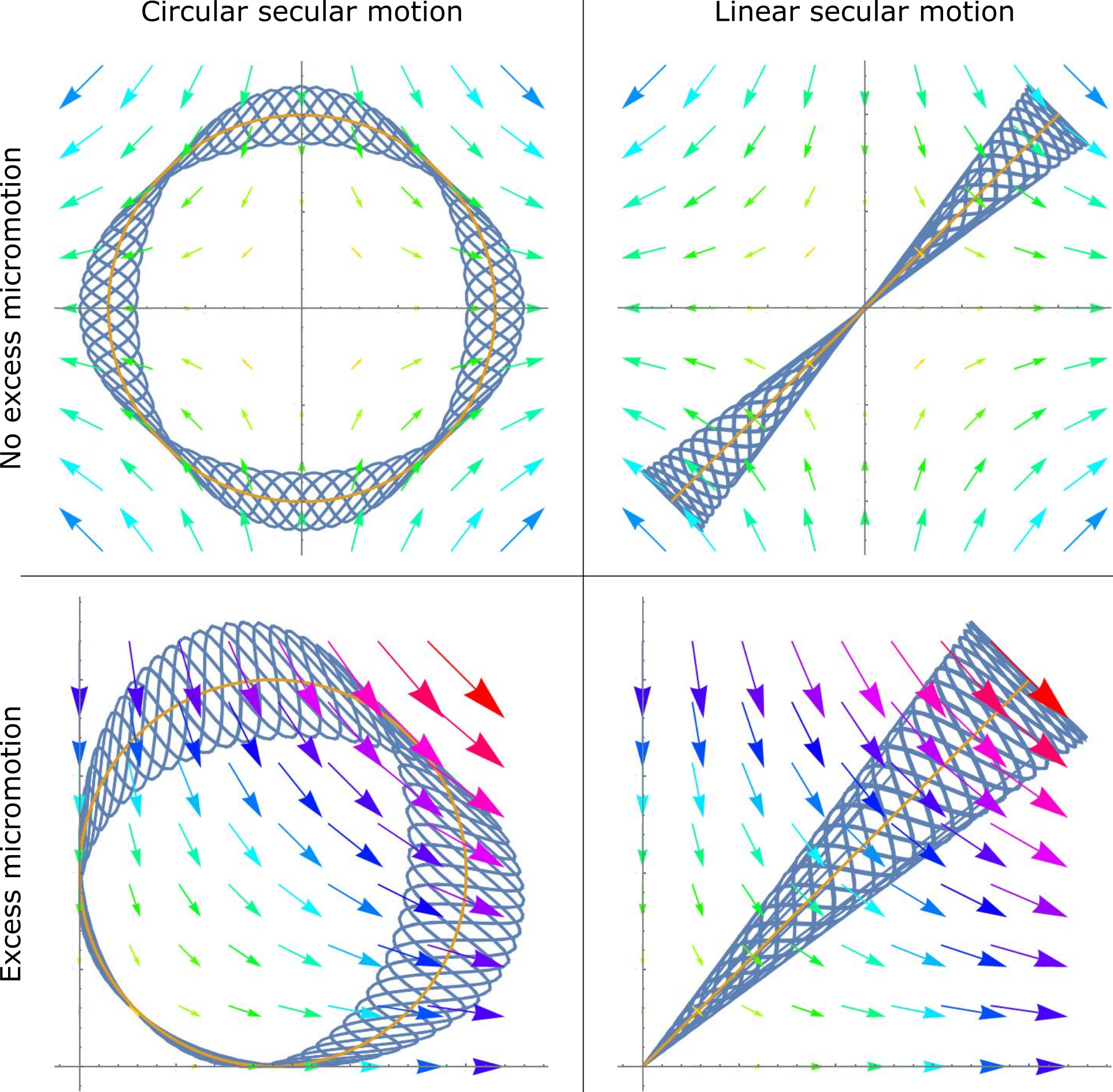
Moviment clàssic d'un ió atrapat en una trampa de quadripols de radiofreqüència (rf). Es mostra un camp elèctric quadrupolar com a referència, que oscil·la a una freqüència determinada. La línia blava representa el camí dels ions en la direcció transversal (o radial) d'una trampa lineal, mentre que la línia taronja és el moviment secular (lent) resultant de la força ponderomotriu deguda al camp elèctric sobre l'ió. El micromoviment és el moviment oscil·latori ràpid al voltant del moviment secular.

En física, una força ponderomotriu és una força no lineal que experimenta una partícula carregada en un camp electromagnètic oscil·lant no homogeni. La força fa que la partícula es desplaci cap a la zona on la intensitat del camp és més feble, en lloc d'oscil·lar al voltant d'un punt inicial com passa en un camp homogeni. Això succeeix perquè la partícula veu una major magnitud de força durant la meitat del període d'oscil·lació mentre es troba a la zona amb el camp més fort. La força neta durant el seu període a la zona més feble de la segona meitat de l'oscil·lació no compensa la força neta de la primera meitat, de manera que durant un cicle complet la partícula es mogui cap a l'àrea de menor força.
La força ponderomotriu Fp s'expressa amb la fórmula
{\displaystyle \mathbf {F} _{\text{p}}=}{\displaystyle -{\frac {e^{2}}{4m\omega ^{2}}}}{\displaystyle \nabla }{\displaystyle (E^{2})}
que té unitats de newtons (en unitats SI) i on e és la càrrega elèctrica de la partícula, m és la seva massa, ω és la freqüència angular d'oscil·lació del camp i E és l'amplitud del camp elèctric. A amplituds prou baixes, el camp magnètic exerceix molt poca força.
Aquesta equació indica que una partícula carregada en un camp oscil·lant no homogeni no només oscil·la a la freqüència ω del camp, sinó que també és accelerada per Fp cap a la direcció del camp feble. Aquest és un cas rar en què la direcció de la força no depèn de si la partícula està carregada positivament o negativament.

## Etimologia
El terme ponderomotriu prové del llatí ponder- (que significa pes) i motriu (que té a veure amb el moviment).

## Derivació
La derivació de l'expressió de la força ponderomotriu procedeix de la següent manera.
Considereu una partícula sota l'acció d'un camp elèctric no uniforme que oscil·la a freqüència {\displaystyle \omega } en la direcció x. L'equació del moviment ve donada per:
{\displaystyle {\ddot {x}}=g(x)\cos(\omega t),}
negligint l'efecte del camp magnètic oscil·lant associat.
Si l'escala de variació de longitud de {\displaystyle g(x)} és prou gran, aleshores la trajectòria de la partícula es pot dividir en un moviment de temps lent (secular) i un (micro)moviment de temps ràpid:
{\displaystyle x=x_{0}+x_{1}}
on {\displaystyle x_{0}} és el moviment de deriva lenta i {\displaystyle x_{1}} representa oscil·lacions ràpides. Ara, suposem també això {\displaystyle x_{1}\ll x_{0}} . Sota aquesta hipòtesi, podem utilitzar l'expansió de Taylor de l'equació de força al voltant de {\displaystyle x_{0}}, per obtenir:
{\displaystyle {\ddot {x}}_{0}+{\ddot {x}}_{1}=\left[g(x_{0})+x_{1}g'(x_{0})\right]\cos(\omega t)}
{\displaystyle {\ddot {x}}_{0}\ll {\ddot {x}}_{1}}, i perquè {\displaystyle x_{1}} és petit, {\displaystyle g(x_{0})\gg x_{1}g'(x_{0})}, doncs
{\displaystyle {\ddot {x}}_{1}=g(x_{0})\cos(\omega t)}
En l'escala de temps en què {\displaystyle x_{1}} oscil·la, {\displaystyle x_{0}} és essencialment una constant. Així, l'anterior expressió es pot integrar per obtenir:
{\displaystyle x_{1}=-{\frac {g(x_{0})}{\omega ^{2}}}\cos(\omega t)}
Substituint aquest resultat a l'equació de força i fent la mitjana sobre el {\displaystyle 2\pi /\omega } escala de temps, obtenim,
{\displaystyle {\ddot {x}}_{0}=-{\frac {g(x_{0})g'(x_{0})}{2\omega ^{2}}}}
{\displaystyle \Rightarrow {\ddot {x}}_{0}=-{\frac {1}{4\omega ^{2}}}\left.{\frac {d}{dx}}\left[g(x)^{2}\right]\right|_{x=x_{0}}}
Així, hem obtingut una expressió per al moviment de deriva d'una partícula carregada sota l'efecte d'un camp oscil·lant no uniforme.

## Densitat mitjana del temps
En lloc d'una sola partícula carregada, podria haver-hi un gas de partícules carregades (plasma) confinat per l'acció d'aquesta força. La funció de distribució i la densitat del plasma fluctuaran a la freqüència d'oscil·lació aplicada i per obtenir una solució exacta, cal resoldre l'equació de Vlasov. Però, normalment s'assumeix que la densitat mitjana del temps del plasma es pot obtenir directament a partir de l'expressió de la força per al moviment de deriva de partícules carregades individuals: 
{\displaystyle {\bar {n}}(x)=n_{0}\exp \left[-{\frac {e}{\kappa T}}\Phi _{\text{P}}(x)\right]}
on {\displaystyle \Phi _{\text{P}}} és el potencial ponderomotiu que ve donat per
{\displaystyle \Phi _{\text{P}}(x)={\frac {m}{4\omega ^{2}}}\left[g(x)\right]^{2}}

## Força ponderomotriu generalitzada
En lloc d'un camp oscil·lant, també podria estar present un camp permanent. En aquesta situació, l'equació de força d'una partícula carregada es converteix en:
{\displaystyle {\ddot {x}}=h(x)+g(x)\cos(\omega t)}
Per resoldre l'equació anterior, podem fer una hipòtesi similar a la que vam fer per al cas en què {\displaystyle h(x)=0} . Això dóna una expressió generalitzada per al moviment de deriva de la partícula:
{\displaystyle {\ddot {x}}_{0}=h(x_{0})-{\frac {g(x_{0})g'(x_{0})}{2\omega ^{2}}}}

## Aplicacions
La idea d'una descripció ponderomotriu del moviment de partícules sota l'acció d'un camp variable en el temps té aplicacions en àrees tals com:
- Alta generació harmònica
- Acceleració plasmàtica de partícules
- Motor de propulsió de plasma, especialment el propulsor de plasma sense elèctrodes
- Trampa d'ions quadripol
- Espectroscòpia de domini temporal de terahertz com a font de radiació THz d'alta energia en plasmes d'aire induïts per làser

La trampa d'ions quadripol utilitza una funció lineal {\displaystyle g(x)=x} al llarg dels seus eixos principals. Això dóna lloc a un oscil·lador harmònic en el moviment secular amb l'anomenada freqüència de captura {\displaystyle \Omega \propto {\frac {qV}{m\omega d_{0}^{2}}}}, on {\displaystyle q,m,V,\omega ,d_{0}} són la càrrega i la massa de l'ió, l'amplitud màxima i la freqüència del camp de captura de radiofreqüència (rf) i la distància d'ió a elèctrode, respectivament. Tingueu en compte que una freqüència de RF més gran redueix la freqüència de captura.
La força ponderomotriu també té un paper important en els plasmes induïts per làser com a factor de reducció de la densitat important.
Sovint, però, la suposada independència de temps lent de {\displaystyle \Phi _{P}} és massa restrictiva, un exemple és la interacció ultracurta i intensa d'un pols de làser amb un fitó de plasma. Aquí entra en joc un nou efecte ponderomotriu, l'efecte de memòria ponderomotriu. El resultat és un afebliment de la força ponderomotriu i la generació de camps d'estela i "streamers" ponderomotrius. En aquest cas, la densitat mitjana en temps ràpid esdevé per a un plasma Maxwellià: {\displaystyle {\bar {n}}(x,t)=n_{0}e^{-\Psi }[1+{\frac {1}{\sqrt {2\pi }}}\int _{-\infty }^{+\infty }dve^{-v^{2}/2}M(x,v,t)]}, on {\displaystyle M(x,v,t):=\int _{-\infty }^{t}d\tau \partial _{\tau }\Psi (x-v(t-\tau ),\tau )} i {\displaystyle \Psi (x,t):={\frac {e}{\kappa T}}\Phi _{P}(x,t)} .